# Liste des évêques et archevêques aux Armées des États-Unis
Liste des ordinaires du vicariat apostolique aux Forces armées, puis vicariat militaire des États-Unis, puis archevêché aux Forces armées des États-Unis (en anglais, Archdiocese for the Military Service, United States)
Le vicariat apostolique aux Forces armées (des États-Unis) est créé le 24 novembre 1917, afin d'organiser l'aumônerie catholique pour les soldats envoyés sur le front européen.
Longtemps attaché à l'archevêché de New York, il commence à s'en séparer en 1939, lorsque l'archevêque-vicaire apostolique nomme un auxiliaire-délégué apostolique, qui exerce la réalité de la charge.
En 1975, Mgr John J. Ryan est nommé archevêque coadjuteur. À la mort du cardinal Cooke, archevêque de New-York, en 1983, le vicariat militaire n'est pas attribué à son successeur new-yorkais, ce qui acte la séparation des fonctions. En 1985, le pape élève le vicariat au rang d'archevêché, et y nomme Mgr Ryan.

## Vicariat apostolique aux Forces armées
- 24 novembre 1917-10 mars 1919 : Patrick Joseph Hayes, déjà évêque auxiliaire de New York (depuis 1914)
- 10 mars 1919-4 septembre 1938 : Patrick J. Hayes, archevêque de New York, cardinal (1924)
- 4 septembre 1938-11 décembre 1939 : Francis J. Spellman, vicaire apostolique aux Forces armées, archevêque de New-York

## Vicariat militaire des États-Unis
- 11 décembre 1939-† 2 décembre 1967 : Francis J. Spellman, vicaire militaire des États-Unis, archevêque de New-York, cardinal (1946)
  - 11 décembre 1939-10 mars 1945 : John Francis O’Hara, C.S.C., évêque auxiliaire, délégué apostolique du vicariat militaire des États-Unis, transféré à Buffalo puis à Philadelphie, cardinal (1958)
  - 5 mai 1945-† 10 janvier 1965: William Richard Arnold, évêque auxiliaire, délégué apostolique du vicariat militaire des États-Unis
- 4 avril 1968-† 6 octobre 1983 : Terence James Cooke, vicaire militaire des États-Unis, archevêque de New York, cardinal (1969)
  - 4 novembre 1975-16 mars 1985: John Joseph Ryan, archevêque coadjuteur, auparavant archevêque d'Anchorage

## Archevêques aux Forces armées des États-Unis
- 6 octobre 1983-16 mars 1985 : John J. Ryan, archevêque coadjuteur, administrateur par intérim
- 16 mars 1985-14 mai 1991 : John J. Ryan
- 14 mai 1991-12 août 1997 : Joseph Thomas Dimino, auparavant évêque auxiliaire (1983-1991)
- 12 août 1997-12 juillet 2007 : Edwin Frederick  O’Brien, nommé archevêque de Baltimore
- depuis le 19 novembre 2007 : Timothy Broglio

## Évêques auxiliaires
- William Tibertus McCarty, C.Ss.R. (1943–1947), nommé évêque de Rapid City
- James Henry Ambrose Griffiths (1949–1955), également évêque auxiliaire de New York
- Philip Joseph Furlong (1955–1971)
- William Joseph Moran (1965–1981)
- James Jerome Killeen (1975–1978)
- John Joseph O'Connor (1979–1983), nommé évêque de Scranton, puis archevêque de New York
- Lawrence Joyce Kenney (1983–1990)
- Angelo Thomas Acerra, O.S.B. (1983–1990)
- Joseph Thomas Dimino (1983–1991), nommé archevêque aux Forces armées
- Francis Xavier Roque (1983–2004)
- John Gavin Nolan (1987–1997)
- John Joseph Glynn (1991–2002)
- José de Jesús Madera Uribe, M.Sp.S. (1991–2004)
- John Joseph Kaising (2000–2007)
- Joseph W. Estabrook (2004–2012)
- Richard Brendan Higgins (2004–2020)
- F. Richard Spencer (2010–en cours)
- Neal James Buckon (2011–en cours)
- Robert J. Coyle (2013–2018), nommé évêque auxiliaire de Rockville Centre
- Joseph L. Coffey (2019–en cours)
- William Muhm (2019–en cours)
- Gregg M. Caggianelli (2025–en cours)